# Райнхард I фон Золмс-Лих
Райнхард I фон Золмс-Хоензолмс-Лих (на немски: Reinhard I zu Solms-Hohensolms-Lich; * 12 октомври 1491, Лих; † септември 1562, Лих) е граф на Золмс-Хоензолмс-Лих.

## Произход
Той е първият син на граф Филип фон Золмс-Хоензолмс-Лих (1468 – 1544) и първата му съпруга Адриана фон Ханау-Мюнценберг (1470 – 1524), дъщеря на граф Филип I фон Ханау-Мюнценберг (1449 – 1500) и съпругата му графиня Адриана фон Насау-Диленбург (1449 – 1477), дъщеря на граф Йохан IV фон Насау-Диленбург. Внук е на Куно фон Золмс-Лих († 1477) и съпругата му Валпургис вилд- и рейинграфиня фон Салм-Даун-Кирбург (1440 – 1493).
По-малкият му брат Ото I (1496 – 1496) е граф на Золмс-Лаубах. Сестра му Доротея фон Золм-Лих (1493 – 1578), се омъжва през 1512 г. за граф Ернст II фон Мансфелд-Фордерорт (1479 – 1531).
Райнхард I е погребан в Лих.

## Фамилия
Райнхард I се жени на 13 януари 1524 г. в Хахенбург за графиня Мария фон Сайн (* 4 април 1506; † 31 май 1586), дъщеря на граф Герхард III фон Сайн (1454 – 1506) и съпругата му Йохана фон Вид (* ок. 1480 – 1529), дъщеря на граф Фридрих фон Вид и Агнес фон Вирнебург. Те имат децата:
- Вилхелм (1525 – 1537)
- дете (1526)
- Ернст I фон Золмс-Лих (1527 – 1590), женен юли 1557 г. за графиня Маргарета фон Золмс-Браунфелс (1541 – 1594)
- Урсула (1528 – 1606), омъжена 1563 г. за граф Улрих VI фон Монфор-Ротенфелс († 1574)
- Еберхард (1530 – 1600), женен
- Райнхард (1531 – 1580), каноник в Майнц, Кьолн и др.
- Бернхард (1533 – 1554)
- Филип (1534 – 1581)
- Доротея (1535)
- Амалия (1537 – 1593), омъжена на 1 април 1560 г. в Лих за граф Хайнрих X фон Фюрстенберг (1536 – 1596)
- Волфганг (1539 – 1545)
- Мария (1540)
- Сузанна (1543 – 1593), монахиня в Кведлинбург
- Херман Адолф фон Солмс-Хоенсолмс (1545 – 1613), женен в Бургбрайтунген на 19 март 1589 г. за Анна София фон Мансфелд-Хинтерорт (1562 – 1601)